# Tomás Ó Fiaich
Tomás Ó Fiaich (3 de novembro de 1923 Crossmaglen - 8 de maio de 1990 Toulouse), foi um cardeal irlandês, arcebispo de Armagh de 1977 até sua morte.

## Biografia

### Padre
Tomás Ó Fiaich foi ordenado sacerdote em6 de julho de 1948para a Diocese de Armagh .

### Bispo
Nomeado Arcebispo de Armagh, primata de toda a Irlanda , o18 de agosto de 1977Centra-se em 2 de Outubro de M gr Gaetano Alibrandi , núncio apostólico na Irlanda .
Ele manterá essa acusação até a sua morte.
Ele desempenhou um papel no conflito da Irlanda do Norte , denunciando a violência de ambos os lados, mas ele era claramente a favor da causa irlandesa. Ele visitou a Prisão do Labirinto (apelidada de Long Kesh pelos prisioneiros) e criticou fortemente as condições de detenção. Esta visita teve lugar durante os primeiros protestos de prisioneiros irlandeses ( protesto cobertor e protesto sujo ) contra o tratamento infligido a eles e teve o efeito de cobertura da mídia sobre a situação dos presos políticos irlandeses (os membros do IRA Provisório eo INLA principalmente ) pouco antes da trágica greve de fome de 1981 ... Após a morte de Raymond McCreesh e Patsy O'Hara em 21 de maio, ele denunciou a gestão do governo britânico desses ataques de fome.

### Cardeal
Ele foi criado cardeal pelo papa João Paulo II no consistório de30 de junho de 1979com o título de cardeal Priest de San Patrizio (St Patrick).
Ele morre 8 de maio de 1990 em Toulouse, aos 66 anos.